# 泰山庙水库
泰山庙水库是中国河南省南阳市内乡县境内的一座水库，位于刁河上，建于1976年。水库正常库容为1142万立方米，集雨面积为60平方千米，海拔为208.8米。